# Leidi
 (juillet 2025).
Pour plus de détails, voir Fiche technique et Distribution.
Leidi est un film colombien réalisé par Simón Mesa Soto, sorti en 2014.

## Synopsis
Leidi vit avec sa mère et son bébé. Alors qu'elle part faire des courses, quelqu'un lui dit qu'il a vu son petit ami, qu'elle n'a pas vu depuis des jours, avec une autre femme. Elle décide de le retrouver.

## Fiche technique
- Titre : Leidi
- Réalisation : Simón Mesa Soto
- Scénario : Simón Mesa Soto
- Photographie : Juan Sarmiento G.
- Montage : Ricardo Saraiva
- Production : Diana Patiño Martínez
- Pays :  Colombie et  Royaume-Uni
- Genre : Drame
- Durée : 16 minutes
- Dates de sortie : 
  -  France : 23 mai 2014 (festival de Cannes)

## Distribution
- Alejandra Montoya Villa : Leidi
- Hector Orrego : Alexis

## Distinctions
Le film a remporté la Palme d'or du court métrage lors du festival de Cannes 2014.